# José Antonio Lezcano y Ortega
José Antonio Lezcano y Ortega (Granada, 10 de abril de 1865 - Managua, 6 de enero de 1952) fue el primer arzobispo de Managua, la capital de Nicaragua, de 1913 hasta 1952.

## Nacimiento y formación
Nació en Granada el 10 de abril de 1865. Hijo del Licenciado Juan José Lezcano Morales y doña Josefa Isabel Ortega de Lezcano. Después de realizar sus estudios de primaria y secundaria en su ciudad natal, influido por su tío, el canónigo arcediano José Antonio Lezcano Morales, inició la carrera eclesiástica en el seminario de San José, Costa Rica, a inicios de 1883. Fue ordenado sacerdote el 15 de abril de 1888. Durante 25 años, a partir de 1890, fue rector del Seminario de León; se le llamaba familiarmente el padre Toño (Antonio) donde era sencillo, honesto y puro.
Debido a la Revolución Liberal del 11 de julio de 1893 y su entrada en Managua 14 días después, el 25 del mismo mes (encabezada por el nuevo Presidente de Nicaragua general José Santos Zelaya López) se inició la política laica anticlerical del liberalismo; al combatir con su pluma al diario El 93 de don José Dolores Gámez lo que le provocó el exilio.
Posteriormente sería elegido diputado a la Asamblea Constituyente en 1912 y Presidente de las Asambleas Legislativas en 1915 y 1916 para influir sobre la mentalidad anticlerical del liberalismo y no porque se hubiese olvidado de su condición de sacerdote y pastor.

## Arzobispo de Managua
El 2 de diciembre de 1913 el papa San Pío X, mediante la Bula “Quan Juxta Apostólicum effatum” dividió la entonces Diócesis de Nicaragua, creando la Provincia eclesiástica nicaragüense formada por la Arquidiócesis de Managua y las Diócesis de León (Nicaragua), Granada y el Vicariato Apostólico de Bluefields, por lo que la Arquidiócesis capitalina comenzó a funcionar el 10 del mismo mes y año. Monseñor Lezcano y Ortega fue consagrado el 3 de mayo de 1914 por los Obispos Simeón Pereira y Castellón, primer Obispo de León y último de Nicaragua, y Cándido Piñol y Batres, primer Obispo de Granada en la Catedral Metropolitana de la capital (que hasta entonces era la Parroquia construida en 1783 por el presbítero Juan Antonio Chamorro).
A principios de 1925 demolió dicha catedral para hacer una nueva de concreto armado y el 5 de abril de 1925, en una sencilla ceremonia, colocó la primera piedra del templo junto con el presidente Carlos José Solórzano; pero el primer diseño de la catedral fue publicado el 10 de enero de 1926 no satisfizo al Arzobispo pues consistía en una gran nave central y una torre de campanario separada, frente al templo. A Monseñor Lezcano le gustó la fotografía de una iglesia de Bélgica y le pidió al Ingeniero Pablo Dambach (de Suiza) que diseñara la Catedral basándose en la foto de la iglesia belga; la armazón de hierro fue traída de Bélgica, el Congreso promulgó una ley de la Catedral, estableciendo un impuesto especial de un dólar por cada quintal de café, para destinar los fondos recaudados a la construcción del templo, la que contó con el apoyo del gobierno del General José María Moncada. Monseñor Lezcano invirtió el dinero heredado por la familia Cabrera, sus parientes y le pidió dinero a un judío para hacer la Catedral. El 31 de marzo de 1931, III día de la Semana Santa, a las 10:23 de la mañana, un terremoto de 5,6 grados en la escala de Richter destruyó la capital causando más de mil muertos; salió del Palacio Arzobispal portando en sus manos el relicario sagrado y la urna que guarda las cenizas del Héroe Nacional José Dolores Estrada Vado (la cual estaba anteriormente en la cripta catedralicia) y posteriormente socorrió a las víctimas y damnificados del sismo; la armazón metálica quedó ilesa.
Existe una foto que muestra en primer plano a Monseñor Lezcano junto con varios obreros en las ruinas del Palacio Arzobispal y al fondo la estructura de la Catedral, la cual es ahora la Antigua Catedral de Managua, dañada por el terremoto del 23 de diciembre de 1972 y abandonada desde entonces. Monseñor Lezcano habitó temporalmente por algunos años el Instituto Pedagógico La Salle de Managua, de los Hermanos Cristianos para mientras se reconstruía el Palacio Arzobispal. Se continuó con la construcción del edificio, al igual que la reconstrucción de la capital, hasta que el 1 de diciembre de 1938 se inauguró (siendo presidente el dictador General Anastasio Somoza García), pero no fue consagrada por el Arzobispo sino hasta el 24 de julio de 1946, durante la celebración del Centenario de la elevación de Managua a ciudad.
El 1 de febrero de 1943 (día del cumpleaños de Somoza García) se celebró allí el matrimonio de la hija mayor de este y su esposa doña Salvadora Debayle de Somoza, Lillian Somoza Debayle con su pariente el Doctor Guillermo Sevilla Sacasa, quien llegó a ser Embajador de Nicaragua en Estados Unidos. El padrino de la boda fue el Presidente de Costa Rica Rafael Ángel Calderón Guardia y el 5 de diciembre de 1950 casó en el mismo lugar a Anastasio Somoza Debayle (hermano menor de Lillian y Luis Anastasio) junto con su prima Hope Portocarrero Debayle.

## El académico
Fue miembro fundador, en 1928, de la Academia Nicaragüense de la Lengua, de la que fue secretario perpetuo. Escribió ensayos y recopiló cuentos.
En febrero de 1951 el gobierno español de Francisco Franco le otorgó la Orden de Alfonso X el Sabio, en su más alto grado de Gran Cruz. Don Gaspar Sanz y Tovar, Embajador de España en Nicaragua, dijo que: Era natural por tanto que España condecorase con la citada orden al insigne prelado Monseñor José Antonio Lezcano y Ortega, que entre sus muchos méritos ostenta con orgullo el de ser académico correspondiente de la Real Academia de la Lengua.

## Capellán de bomberos y fallecimiento
Cuando se fundó el Benemérito Cuerpo de Bomberos de Managua en 1936 fue su primer capellán hasta su muerte.
En sus últimos años de vida estuvo enfermo y finalmente  falleció el 6 de enero de 1952 en el Palacio Arzobispal a la edad de 85 años; según los periódicos de la época, Novedades y La Prensa por el duelo se cerraron los cines y cabarets, al igual que se suspendieron varias fiestas particulares.
Miles personas de todos los estratos sociales desfilaron frente a su féretro. El funeral se verificó en la tarde del 8 de enero (con una multitudinaria asistencia organizada por el régimen), Monseñor Lezcano había pedido que el entierro fuera sencillo con solo una cruz de madera, aunque el exterior de su catafalco fue adornado con adornos lujosos hechos por su amigo Vicente Aranda por lo que al colocarlo en su nicho en la cripta de la Catedral (debajo del Altar Mayor no cabía y los bomberos, con sus hachas, los quitaron y por fin entró su féretro, por lo que se interpretó como una afirmación de su petición.
Le sucedió su obispo auxiliar coadjutor Monseñor Alejandro González y Robleto, originario de la ciudad y puerto de Corinto en el departamento de Chinandega, Se le dio como obispo auxiliar a Monseñor Donaldo Chávez Núñez quien fue elegido el 17 de febrero de 1966 y ordenado el 24 de abril siguiente. El arzobispo Monseñor Vicente Alejandro González murió el 18 de junio de 1968, habiendo sido sepultado en la cripta de los arzobispos de la Catedral de Santiago de Managua. Días antes de su muerte había sido nombrado Administrador Apostólico “sede plena” el franciscano Monseñor Julián Luis Barni Spotti, Obispo de Matagalpa, por el papa Pablo VI el 5 de junio, con la evidente intención de dar con un compás de espera para el nombramiento del tercer arzobispo de Managua y que al mismo tiempo pudiera reorganizar la arquidiócesis. Fueron difíciles los primeros días para Monseñor Barni. Pero rápidamente se ganó el cariño y confianza del clero y del pueblo de la arquidiócesis. Tuvo el mérito el administrador apostólico de organizar y apoyar el Encuentro de Pastoral que con asesoría del CELAM tenía toda la intención de poner al día a la Iglesia con el Concilio Vaticano II y con la Conferencia de Medellín. El Encuentro fue en conjunto con el Vicariato de Bluefields. La situación que vivió el país en los años siguientes hizo que el esfuerzo del Encuentro se diluyera. Se distinguió Monseñor Barni por defender a los perseguidos políticos en esos años de dura represión en el país.
La sede vacante originada por la muerte de Monseñor González y la misma administración apostólica de Monseñor Barni terminaron con el nombramiento del tercer arzobispo de Managua que recayó en Monseñor Miguel Obando Bravo quien tenía dos años de ser obispo auxiliar de Matagalpa. Al llegar a Managua era desconocido pero con gran rapidez comenzó a ganarse el corazón y el respeto de sus diocesanos.   
Con el sismo que destruyó el centro de Managua el 23 de diciembre de 1972, la Catedral fue saqueada y abandonada por las autoridades eclesiásticas. Sus restos quedaron allí hasta 1982, 30 años después de su muerte, cuando fueron sacados de la cripta de la Catedral.
Se le trasladó a la Parroquia de Santa Ana, ubicada en el barrio del mismo nombre (en la zona occidental de Managua), sepultándolos al lado derecho del Altar Mayor. Un gran barrio de esa zona lleva su nombre desde inicios de los años 50 y allí, en la esquina noroeste de la cuadra de la Parroquia Sagrado Corazón de Jesús, junto a la Pista Benjamín Zeledón está una estatua suya (obra del escultor Ernesto Brown) erigida en 1958 la que es punto de referencia para direcciones en la capital.
A inicios de los años 80 la Dirección Nacional del Frente Sandinista de Liberación Nacional (FSLN) quiso cambiarle el nombre al Barrio Monseñor Lezcano, pero lo pensaron muy bien porque hubiera provocado la primera protesta popular en Nicaragua por causas religiosas y no políticas y económicas, según el testimonio del doctor Alfredo Obando Palma (1924-2015).